# Tálknafjarðarhreppur
Tálknafjarðarhreppur é um município da Islândia. Em 2021 tinha uma população estimada em 268 habitantes.